# Енгелберт Хъмпърдинг
Арнолд Джордж Дорси (на английски: Arnold George Dorsey), известен предимно с алонима си Енгелберт Хъмпърдинг (Engelbert Humperdinck) по имената на германския оперен композитор Енгелберт Хумпердинг (1854 – 1921), е британски поп певец.

## Творчество
Неговата популярност идва в края на 1960-те и продължава през 1970-те години.
Песните му Release Me и The Last Waltz се изкачват на върха на британските класации през 1967 г., като всяка от тях се продава в повече от 1 милион броя. В Северна Америка също има успех с After the Lovin (1976) и This Moment in Time (1979). Продава общо над 150 милиона броя записи по цял свят.
Представя Великобритания на конкурса Евровизия 2012 в Баку, Азербайджан.